# Federació Nacional de Futbol de Guatemala
La Federació Nacional de Futbol de Guatemala, també coneguda com a FENAFUTG i Fedefut Guate, es l'òrgan de govern del futbol a Guatemala. Va ser fundada el 1919 i va afiliar-se a la Federació Internacional de Futbol Associació (FIFA) el 1946. És membre fundador, l'any 1961, de la Confederació del Nord, Centreamèrica i el Carib de Futbol Associació (CONCACAF) i, l'any 1990, de la Unió Centreamericana de Futbol (UNCAF).

## Història.
El 23 d'agost de 1902, va ser fundat el Guatemala Foot Ball Club pels germans Sánchez Latour a la Ciutat de Guatemala i, el 14 de setembre de 1902, en el camp anomenat Hipódromo del Norte, es va disputar el primer partit de futbol a Guatemala. Havia estat introduït per quatre joves guatemalencs -Delfino Sánchez Latour, Eusebio Murgalos i els germans Jorge i Carlos Aguirre Matheu- que estudiaven al Saint George's College de Surrey al Regne Unit.
El 1904, el Guatemala FC es va dividir i així va néixer l'Olympic FC i, simultàniament, van aparèixer el Ràcing i el Gay. El 1906 es va fundar el Quetzaltenango Foot Ball Club. El 1919 es va fundar la Liga Capitalina de Fútbol amb la participació dels equips Hércules ABC, Nacional Allies i Andino. També existia el Campeonato Nacional i, aquest mateix any, es va constituir la Federació Nacional de Futbol com a federació d'àmbit nacional.
El 1931, el campió de la Liga Capitalina competia amb els campions de les lligues dels departaments de Guatemala per a definir el campió nacional. El 1942, el campionat es va professionalitzar i va passar a denominar-se Campronato de Liga. El 1943, el futbol guatemalenc ja era una potència al circuit centreamericà i del carib mitjançant una selecció integrada bàsicament pels equips Municipal i Tipografia Nacional. El 1946 va ingressar oficialment a la Fifa.
El 21 de set de 1961, va ser fundada la Concacaf per la fusió de la Confederació Nord-americana de Futbol (NACF) i la Confederació Centreamericana i el Carib de Futbol (CCCF), de la qual n'era integrant la Fedefut.
El 1990, les federacions de l'Amèrica Central van constituir la Unió Centreamericana de Futbol (UNCAF) com a organisme subordinat de la Concacaf.

## Organització
La Federació Nacional de Futbol de Guatemala s'ocupa de supervisar els diferents reglaments, prèviament avalats per la Fifa, que regeixen el futbol guatemalenc. Reglaments generals com els propis estatuts de la Fedefut o els reglaments de competició de la primera divisió professional.
La federació també organitza els diferents òrgans tècnics que conformen el futbol guatemalenc com, per exemple, la comissió d'estatuts i reglaments, la comissió d'entrenadors i directors tècnics o la comissió d'àrbitres entre d'altres, on el comitè executiu de la Fedefut és l'encarregat de reglamentar el funcionament d'aquestes comissions.
L'assemblea general de la Fedefut està integrada pels representants de les associacions departamentals i de les principal lligues nacionals de futbol.
La Fedefut organitza la copa de Guatemala i els tres principals campionats de clubs, inclosos els tornejos de Apertura i Clausura.
• La Lliga Guatemalenca de Futbol o Liga Nacional de Fútbol, integrada per 12 equips de primera divisió on dos clubs pugen i baixen de categoria.
• La Primera Divisió de Guatemala, integrada per 20 equips de segona divisió, dividits en dues sèries de 19 equips on tres clubs pugen i baixen de categoria.
• La Segona Divisió de Guatemala, integrada per 40 equips de tercera divisió, dividits en cinc sèries de 8 equips.
• La Tercera divisió de Guatemala, integrada per 92 clubs dividits en 16 sèries. Una de set, déu de sis, dos de cinc, una de quatre i sis de tres equips.

### Comitè de regularització de la FIFA
El 18 de desembre de 2015, a conseqüència de les acusacions de corrupció contra el president de la Fedefut, Brayan Jiménez, en el denominat Cas Fifagate, el Comitè d'Urgència de la Fifa va decidir suspendre la Fedefut i crear un comitè de regularització, amb inici el 7 de gener i data límit el 30 de setembre de 2016, que estaria constituït per cinc membres designats per la Fifa i la Concacaf per fer-se càrrec del dia a dia de la Fedefut, revisar els estatuts i organitzar les eleccions corresponents.
Amb l'empresonament del president de la Fedefut, i les investigacions posteriors, es va localitzar documentació acreditativa dels pagaments que Brayan Jiménez hauria realitzat per comprar el silenci de diversos periodistes i mitjans de comunicació. El comitè de regularització o comitè de normalització de la Fifa, presidit per Adela Camacho de Torrebiarte, va presentar denúncia perquè s'investigués si els pagaments realitzats eren o no legals, ja que no existia documentació de suport ni contractes ni pressupostos.
El 10 de setembre de 2016, la Fifa va donar suport a la feina del comitè normalitzador prorrogant el seu mandat fins al 31 de juliol de 2017, després que la Confederació Deportiva Autònoma de Guatemala (CDAG) decretés la suspensió de la Fedefut.
El 28 d'octubre de 2016, la Fifa va confirmar la suspensió de la Fedefut després que l'assemblea general hagués rebutjat, el dia 25 anterior, l'ampliació del mandat del comitè de regularització. La Fifa va declarar que no aixecaria la suspensió fins que la Fedefut no ratifigués l'ampliació del mandat del comitè de regularització i adoptés els nous estatuts de la federació.
El 16 d'octubre de 2017, el comitè executiu de la Fedefut i els clubs associats, van demanar a la CDAG que aprovés amb caràcter d'urgència els nous estatuts federatius.
El 31 de maig de 2018, la Fifa va decidir aixecar la suspensió imposada a la Fedefut després que el president del comitè de regularització de la Fedefut, Juan Carlos Ríos, confirmés que el referit comitè estava totalment operatiu.